# حمیدرضا فرزانه
حمیدرضا فرزانه (زاده ۱۰ اسفند ۱۳۵۶) بازیکن سابق و مربی فوتبال ایران است. 
وی سابقه بازی در تیم‌های سپاهان، استقلال اهواز، سایپا، صبای قم و شهرداری بندرعباس را دارد.